# Джурак (Астраханская область)
Джура́к — посёлок в Наримановском районе Астраханской области, входит в состав Астраханского сельсовета.

## Физико-географическая характеристика
Посёлок расположен в степи в юго-западной части Наримановского района. Расстояние до Астрахани составляет 75 километров (до центра города), до районного центра города Нариманова — 80 километров, до административного центра сельского поселения села Буруны — 13 километров.
Часовой пояс
Джурак, как и вся Астраханская область, находится в часовой зоне МСК+1. Смещение применяемого времени относительно UTC составляет +4:00.

## История
В 1969 г. указом президиума ВС РСФСР поселок фермы № 1 совхоза «Астраханский» переименован в Джурак.

## Население
| 2002 | 2010 | 2013 | 2014 |
| ---- | ---- | ---- | ---- |
| 190  | ↗214 | ↗228 | ↗236 |

Большую часть населения составляют этнические даргинцы, традиционно исповедующие ислам.
| Национальность | Численность (2010) | Процент |
| -------------- | ------------------ | ------- |
| Даргинцы       | 112                | 52,1%   |
| Русские        | 51                 | 23,7%   |
| Казахи         | 27                 | 12,6%   |
| Аварцы         | 18                 | 8,4%    |
| Татары         | 4                  | 1,9%    |
| Чеченцы        | 3                  | 1,4%    |
| Всего          | 215                | 100%    |